# 1925年马来亚
1920年代马来亚: 1920年马来亚 / 1921年马来亚 / 1922年马来亚 / 1923年马来亚 / 1924年马来亚 / 1925年马来亚 / 1926年马来亚 / 1927年马来亚 / 1928年马来亚 / 1929年马来亚
本文列出了1925年英属马来亚的重要事件，以及著名人物的出生和逝世。

## 大事纪
- 6月29日：马来西亚橡胶研究院（英语：Rubber Research Institute of Malaysia）成立[1]。
- 日期不详：督亚冷华人锡矿公司（英语：Toh Allang Chinese Tin Ltd.）注册成立，是霹雳州第一家全华人有限责任公司[2][3]。

## 出生
- 1月1日：阿末科罗（英语：Ahmad Koroh），第五任沙巴州元首（1978年逝世）
- 2月18日：嘉化·峇峇，第六任副首相（2006年逝世）
- 7月10日：马哈迪·莫哈末，第四任及第七任首相、第四任副首相
- 8月8日：阿都阿兹·萨塔尔，资深演员（2014年逝世）
- 12月12日：哈伦·依德里斯（英语：Harun Idris），第八任雪兰莪州务大臣（2003年逝世）